# NGC 2169
NGC 2169 је расејано звездано јато у сазвежђу Орион које се налази на NGC листи објеката дубоког неба.
Деклинација објекта је + 13° 57' 53" а ректасцензија 6h 8m 24,3s. Привидна величина (магнитуда) објекта NGC 2169 износи 5,9. NGC 2169 је још познат и под ознакама OCL 481.